# Ochthocosmus longipedicellatus
Ochthocosmus longipedicellatus är en tvåhjärtbladig växtart som beskrevs av J.A. Steyerm. och J.L. Luteyn. Ochthocosmus longipedicellatus ingår i släktet Ochthocosmus och familjen Ixonanthaceae. Inga underarter finns listade i Catalogue of Life.